# Statue de Betty Campbell
Pour les articles homonymes, voir Campbell.
 (septembre 2022).
La mise en forme du texte ne suit pas les recommandations de Wikipédia : il faut le « wikifier ».
Les points d'amélioration suivants sont les cas les plus fréquents. Le détail des points à revoir est peut-être précisé sur la page de discussion.
- Les titres sont pré-formatés par le logiciel. Ils ne sont ni en capitales, ni en gras.
- Le texte ne doit pas être écrit en capitales (les noms de famille non plus), ni en gras, ni en italique, ni en « petit »…
- Le gras n'est utilisé que pour surligner le titre de l'article dans l'introduction, une seule fois.
- L'italique est rarement utilisé : mots en langue étrangère, titres d'œuvres, noms de bateaux, etc.
- Les citations ne sont pas en italique mais en corps de texte normal. Elles sont entourées par des guillemets français : « et ».
- Les listes à puces sont à éviter, des paragraphes rédigés étant largement préférés. Les tableaux sont à réserver à la présentation de données structurées (résultats, etc.).
- Les appels de note de bas de page (petits chiffres en exposant, introduits par l'outil «  Source ») sont à placer entre la fin de phrase et le point final[comme ça].
- Les liens internes (vers d'autres articles de Wikipédia) sont à choisir avec parcimonie. Créez des liens vers des articles approfondissant le sujet. Les termes génériques sans rapport avec le sujet sont à éviter, ainsi que les répétitions de liens vers un même terme.
- Les liens externes sont à placer uniquement dans une section « Liens externes », à la fin de l'article. Ces liens sont à choisir avec parcimonie suivant les règles définies. Si un lien sert de source à l'article, son insertion dans le texte est à faire par les notes de bas de page.
- La présentation des références doit suivre les conventions bibliographiques. Il est recommandé d'utiliser les modèles {{Ouvrage}}, {{Chapitre}}, {{Article}}, {{Lien web}} et/ou {{Bibliographie}}. Le mode d'édition visuel peut mettre en forme automatiquement les références.
- Insérer une infobox (cadre d'informations à droite) n'est pas obligatoire pour parachever la mise en page.

Pour une aide détaillée, merci de consulter Aide:Wikification.
Si vous pensez que ces points ont été résolus, vous pouvez retirer ce bandeau et améliorer la mise en forme d'un autre article.
 (septembre 2022).
Une statue de Betty Campbell, sculptée par Eve Shepherd est dévoilée à Central Square, à Cardiff au Pays de Galles en 2021. Betty Campbell est la première proviseure noire au Pays de Galles,.

## Historique
Campbell est décédé à l'âge de 82 ans le 13 octobre 2017. Le  Premier ministre du Pays de Galles Carwyn Jones décrit Campbell comme « un véritable pionnier » et une « inspiration pour les autres Noirs et les minorités ethniques ».
Le Race Council Cymru appelle immédiatement à l'érection d'une statue à sa mémoire. À Cardiff, la seule statue d'une femme qui ait réellement vécu était celle de Boudicca devant l'hôtel de ville. Cela contrastait avec le nombre de statues d'hommes célèbres, dont Aneurin Bevan, Ivor Novello et Lloyd George. En 2016, Helen Molyneux (présidente de l'Institut des Affaires galloises), Carolyn Hitt et le Welsh Women's Equality Network organisent « Monumental Welsh Women », un groupe de travail pour lutter contre ce déséquilibre,. En 2019, la BBC lance la campagne « Hidden Heroines » (héroïnes cachées) pour décider qui devrait faire l'objet de la première statue de Cardiff d'une femme nommée, décidée par un vote public. Cinq femmes étaient présélectionnées : la poétesse et enseignante Cranogwen (Sarah Jane Rees), la suffragette Lady Rhondda (Margaret Haig Thomas), l'organisatrice politique Elizabeth Andrews, l'écrivaine et anthropologue Elaine Morgan et Betty Campbell.
Le 18 janvier 2019, il est annoncé que Campbell a remporté le vote et que sa statue serait érigée sur la place de Central Square.

## Caractéristiques
La statue de Betty Campbell était destinée à être un monument emblématique que les gens se rendent à Cardiff juste pour la voir. La sculptrice Eve Shepherd a été choisie parmi une liste restreinte de trois artistes.
La sculpture finie mesure 4 mètres de haut et est coulé en bronze. La tête et les épaules de Campbell créent un auvent abritant dix enfants en bronze d'âges divers représentés à la base de la statue. La base comprend également des mini-modèles en bronze de monuments de Tiger Bay, comme le Pierhead Building et le Wales Millennium Centre. De plus, il existe de petites chaises en bronze conçues pour pouvoir s'asseoir.
En voyant le design final, Elaine Clarke, la fille de Campbell, a déclaré qu'il encapsulait sa mère « d'une manière qui garantit que son héritage de détermination, d'aspiration et d'inspiration se perpétue pour les générations à venir ». 
La statue a été financée par des fonds privés, des entreprises, du financement participatif et du gouvernement gallois. 
Elle devait être inaugurée. en 2020. Après des retards causés par les restrictions liées au COVID-19, le dévoilement a lieu le 29 septembre 2021,.